# Yume Hanabi
«Yume Hanabi» (夢・花火?) es el sencillo n.º 21 de la banda japonesa GARNET CROW, lanzado al mercado el 5 de julio del año 2006.

## Detalles
Inicialmemente este sencillo estaba planificado para ser lanzado el 3 de agosto del 2005 pero posteriormente fue cancelado, para finalmente ser lanzado al mercado un año más tarde, el 5 de julio del 2006. Diferente al estilo musical andino de "Rai Rai Ya", este sencillo es más tradicional con respecto a los temas que ha lanzado la banda en toda su carrera, calificada como up-tune. Fue utilizado como opening theme de la serie de animación llamada MÄR, donde varias otras canciones de GARNET CROW también han desempeñado la misma función.
El sencillo fue lanzado inicialmente en dos versiones distintas, cada una con tracklist ligeramente distinto. Varias versiones inéditas de "Rai Rai Ya" fueron incluidas en el sencillo, pero todas son versiones instrumentales. "Rai Rai Ya ~mysterious remix~" fue utilizada en un comercial para la televisión.

## Canciones

### Edición limitada
1. «Yume Hanabi» (夢・花火?)
2. «His Voyage»
3. «Ring Ring a ding»
4. «Rai Rai Ya» (籟・来・也?) ～mother earth～
5. «Rai Rai Ya» (籟・来・也?) ～mysterious remix～
6. «Rai Rai Ya» (籟・来・也?) ～Orchestra Ver～
7. «Yume Hanabi» (夢・花火?) (instrumental)

### Edición regular
1. «Yume Hanabi» (夢・花火?)
2. «His Voyage»
3. «Ring Ring a ding»
4. «rai rai ya» ～eternal bressing～
5. «Rai Rai Ya» (籟・来・也?) ～mysterious remix～
6. «Yume Hanabi» (夢・花火?) (instrumental)

- Datos: Q6170519